# Покров (Подольський міський округ)
Покро́в (рос. Покров) — село у складі Подольського міського округу Московської області, Росія.

## Населення
Населення — 245 осіб (2010; 121 у 2002).
Національний склад (станом на 2002 рік):
- росіяни — 92 %